# Smidtia amoena
Smidtia amoena är en tvåvingeart som först beskrevs av Johann Wilhelm Meigen 1824.  Smidtia amoena ingår i släktet Smidtia och familjen parasitflugor. Arten är reproducerande i Sverige. Inga underarter finns listade i Catalogue of Life.